# Carcosa Verlag
Der Carcosa Verlag ist ein im Jahr 2023 als Imprint des Memoranda Verlags gegründeter Verlag, dessen Programm von Hannes Riffel verantwortet wird. Auf der Copyright-Seite der veröffentlichten Bücher wird der Verlag als „verschwistertes Imprint“ von Memoranda bezeichnet. Der Verlagsname bezieht sich auf die Kurzgeschichte Ein Einwohner von Carcosa (englisch An Inhabitant of Carcosa) von Ambrose Bierce.

## Verlagsprogramm
Carcosa ist auf phantastische Literatur aus dem englischsprachigen Raum spezialisiert. Ein Schwerpunkt liegt in der Neuausgabe klassischer Werke aus dem Genre, die entweder in vollständiger Neuübersetzung, in überarbeiteter Übersetzung, oder erstmals auf Deutsch erscheinen. Darüber hinaus ist eine besonders gestaltete Reihe „Autorinnen der Gegenwart vorbehalten […], die stilistisch wie thematisch Außergewöhnliches leisten und damit zeigen, wozu phantastische Literatur fähig ist.“
Autorinnen und Autoren (Auswahl):
- Leigh Brackett
- Becky Chambers
- Samuel R. Delany
- Ursula K. Le Guin
- Kelly Link
- Alan Moore
- Michael Moorcock
- Joanna Russ
- Karin Tidbeck
- Gene Wolfe

## Auszeichnungen
- 2024: Kurd-Laßwitz-Preis: Beste Übersetzung zur SF ins Deutsche mit Erstausgabe von 2023 für die Übersetzung von Immer nach Hause von Ursula K. Le Guin (Übersetzt von Matthias Fersterer, Karen Nölle und Helmut W. Pesch)[3]
- 2024: Kurd-Laßwitz-Preis: Bestes ausländisches SF-Werk in deutscher Erstausgabe von 2023 für Immer nach Hause von Ursula K. Le Guin[4]
- 2025: Kurd-Laßwitz-Preis: Sonderpreis für einmalige herausragende Leistungen im Bereich der SF 2024, verliehen an den Verleger Hannes Riffel „für das ambitionierte Programm seines Carcosa Verlages“[5]
- 2025: Kurd-Laßwitz-Preis: Bestes ausländisches SF-Werk in deutscher Erstausgabe von 2024 für die beiden Bücher der Dex & Helmling-Reihe von Becky Chambers[6]